# 张钧 (1919年)
张钧（1919年—1997年），山东寿光县五台镇北仉村人，中华人民共和国政治人物，中国人民解放军少将。

## 生平
张钧早年就读于济南齐光中学，此后辗转太原，参加山西青年抗敌决死队。抗日战争期间，担任决死队一旅第三十八团一营政治教导员、一旅教导大队政治教导员。十二月事变后，担任太岳军区第四军分区政治部宣教科长，太岳豫北三支队济源独立团政委。第二次国共内战期间，担任晋冀鲁豫军区四纵13旅39团政委，后任第二野战军四兵团39师政治部主任等职，随军指挥参加南下战役。中华人民共和国成立后，任第二野战军随营学校副政委。1950年，担任中国人民解放军第13军39师政委，负责云南普洱等地的土改运动，代表共产党与当地26个兄弟民族剽牛盟誓，刻立民族团结誓词碑。1955年，授大校军衔，获二级独立自由勋章和二级解放勋章。1956年，调任昆明军区公安军第二政委。次年，任云南省军区副政委。1958年，调任中华人民共和国国防部第五研究院一分院政委，后因第五研究所改为中华人民共和国第七机械工业部，张钧随后改为第七机械工业部副部长，参与战略导弹研制，1961年晋升为少将军衔。1982年，升任中华人民共和国航天工业部部长，完成固体潜地火箭和东方红二号试验通信卫星的研制。